# Pronola perdiffusa
Pronola perdiffusa är en fjärilsart som beskrevs av Paul Dognin 1912. Pronola perdiffusa ingår i släktet Pronola och familjen björnspinnare. Inga underarter finns listade i Catalogue of Life.